# 梅祖麟
梅祖麟（1933年2月14日—2023年10月14日），是一位美国华人语言学家，漢語語言學家，中華民國中央研究院院士。

## 生平
祖籍天津，生於北京。1949年後隨父母來到美國，1956年獲哈佛大學數學碩士學位、1962年獲耶魯大學哲學博士學位。美國康乃爾大學東亞研究學系教授（1971-2000）、台灣中央研究院歷史語言研究所兼任研究員（1992-2012）。

## 家族
父亲是燕京大學代理校長梅贻宝，五伯是清華大學校長梅贻琦。